# Johann Gustav Droysen
Johann Gustav Bernhard Droysen, född 6 juli 1808 i Treptow an der Rega, Pommern, död 19 juni 1884 i Berlin, var en tysk historiker. Han var far till Gustav, Hans och Ernst Droysen.
Droysen var son till garnisonsprästen Johann Christoph Droysen, som tog livlig del i den preussiska nationella rörelsen 1808-14. Efter faderns tidiga död gav hans vänner honom möjlighet att studera. Vid Berlins universitet studerade han filologi under inflytande av Barthold Georg Niebuhrs historiska riktning samt filosofi under Friedrich Hegel, verkade därpå några år som gymnasielärare och tillika e.o. professor vid universitetet i Berlin samt väckte uppmärksamhet genom sina översättningar av Aischylos (1832) och Aristofanes (1836-38) samt genom sina arbeten över Alexander den store (1833) och hellenismens tid (1836-43). 
År 1840 blev Droysen professor i historia i Kiel och kom där mitt i den uppblossande tysk-nationella rörelsen. Hans Vorlesungen über die Geschichte der Freiheitskriege (hållna 1842-43, tryckta 1846) är ett till den bildade medelklassen riktat programarbete: nationalstat och konstitutionell författning var för honom de framtidsmål, som den stora revolutionsepoken hade förberett. I enlighet med dessa nationella sympatier tog han nu en verksam del i striden om Schleswigs och Holsteins förhållande till Danmark. Han redigerade 1844 den så kallade Kieladressen, en protestskrivelse mot den danska helstatspolitiken, vilken, försedd med massunderskrifter, överlämnades till de schleswig-holsteinska ständerna i Itzehoe samma år. Han deltog även i författandet av den skrift, som nio Kielprofessorer riktade mot de åsikter rörande arvsrätten till Schleswig, vilka Kristian VIII uttalat i sitt öppna brev av den 8 juli 1846. Tillsammans med Karl Friedrich Lucian Samwer utgav han 1850 "Actenmässige Geschichte der dänischen Politik" samt verkade genom åtskilliga flygskrifter för det tysk-holsteinska programmet. 
Sedan den provisoriska styrelsen upprättats i Kiel (1848), sändes han till Frankfurt am Main för att begära förbundsdagens skydd åt upprorspartiet. Sedermera blev han ledamot av Frankfurtparlamentet och sekreterare i dess författningsutskott, vars "Verhandlungen" han utgav (1849). Inom parlamentet anslöt han sig till högra centern, samverkade livligt med Friedrich Christoph Dahlmann  och utövade ett betydande inflytande bakom kulisserna för att förbereda och genomdriva parlamentets stora författningsprojekt. Sedan detta strandat på Fredrik Vilhelm IV:s vägran att ta emot kejsarkronan, lämnade Droysen liksom många hans meningsfränder parlamentet; därmed avbröt han i själva verket sin aktiva politiska bana, men han förblev det politiska program, för vilket han kämpat, trogen: "nationens sak hänger nu på Preussen" skrev han i en flygskrift samma år (Gutachten eines Schleswig-Holsteiners), och sedan han 1851 mottagit en professur i Jena för att undgå befarade efterräkningar från danska regeringen, ägnade han sin vetenskapliga verksamhet i främst åt att påvisa Preussens historiska uppgift inom Tyskland, sådan han uppfattat den. 
Redan Droysens berömda biografi Leben des Feldmarschalls Grafen Yorck von Wartenburg (1851; tionde upplagan 1890) var ägnad åt detta ändamål; Preussens betydelse för kampen mot Napoleon I framhävdes starkt vid teckningen av krigaren från år 1813, och författarens egna barndomsminnen samverkade med hans starka patriotism att göra bilden livfull och gripande. Befogade anmärkningar riktades både mot bokens tendens och mot forskningens bristande grundlighet; emellertid har biografin gjort epok som inledningen till en rad av liknande levnadsteckningar från revolutionskrigens tid. 
Ännu mer utpräglad är tendensen i Droysens huvudarbete, Geschichte der preußischen Politik (14 band, 1855-86). Utan överdrift kan sägas, att han här fastslog den historiska legend om Brandenburg-Preussens och Hohenzollrarnas predestination för Tysklands nationella samling, som länge varit nära nog officiellt gällande inom den nordtyska historiografin. Trots överdrifter och av den exklusivt preussiska synpunkten vållade fel bidrog detta arbete i hög grad till skarpare kritisk forskning. 
Droysen, som sedan 1859 var professor i Berlin och 1877 blev "det brandenburgska husets historiograf", byggde sin framställning på grundlig forskning i de preussiska statsarkiven, eggade en rad av betydande lärjungar (bland andra Bernhard Erdmannsdörffer och Reinhold Koser) till liknande ansträngningar samt gav i anslutning till sitt arbete uppslag till de viktiga urkundspublikationerna "Urkunden und Aktenstücke zur Geschichte des grossen Kurfürsten" (från 1865) och "Politische Correspondenz Friedrichs des großen" (från 1879). Droysens Grundriß der Historik (1867, tredje upplagan 1882) var en på sin tid värdefull metodologisk handbok.